# Царская мельница
Царская мельница — архитектурный комплекс, из которого сохранились и охраняются как памятники архитектуры дом мельника, сторожка и сад (сама мельница утрачена в Великую Отечественную войну). Расположен в Петергофе, в Луговом парке, современный адрес — Мельничная улица, 2, 2-а (название улице дал сам комплекс). Представляет собой единственный адрес по этой улице в пределах Санкт-Петербурга, далее улица продолжается в дер. Князево Ломоносовского района (по ограде комплекса проходит граница Санкт-Петербурга и Ленинградской области).

## История
Мельница в «сельском вкусе» была построена рядом со шлюзом Самсоновского пруда Лугового парка в 1847—1849 годах (по другим источникам, в 1845 году). Авторами проекта были А. И. Штакеншнейдер и Э. Л. Ган.
Мельница была одноэтажной с мансардой, здание было обшито тёсом, украшено резными наличниками, подзорами и карнизами, балкон над входным крыльцом поддерживали точёные столбы. Вокруг мельницы был разбит сад.

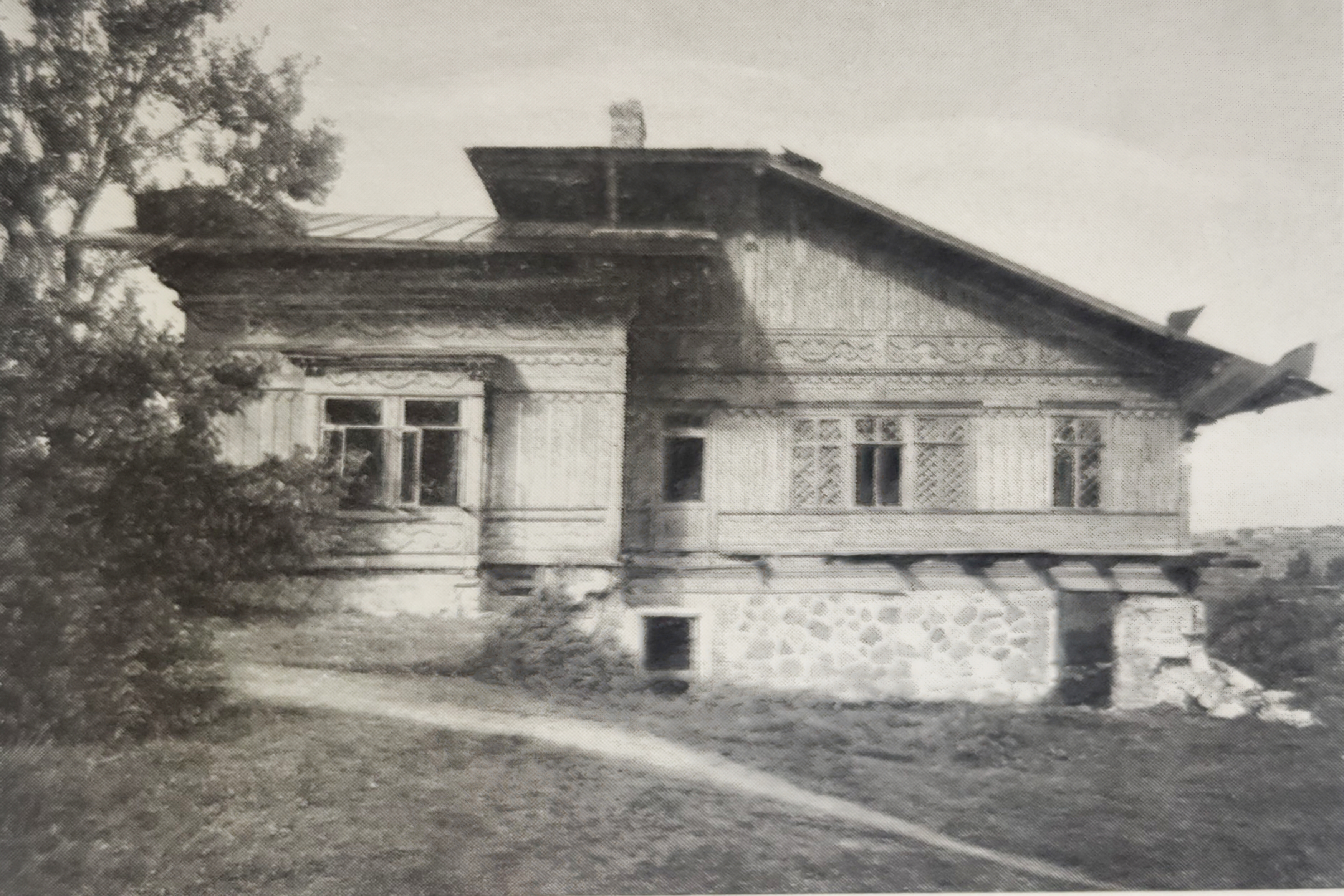
Мельница, 1910-е годы

Здание использовалось как для помола зерна, так и для отдыха царской семьи и придворных во время прогулок, для этого было специально обставлено две комнаты.
В 1850 году рядом с мельницей по проекту Э. Гана построили дом мельника и устроили по проекту М. И. Пилсудского пруд с двумя островками и каменной плотиной. Откосы пруда и берега островов снизу были вымощены булыжником, а выше устланы дёрном.
В 1941—1944 годах мельница была утрачена. Деревянный шлюз, рядом с которым она стояла, в 1963 году был заменён на бетонную перемычку с двумя затворами для пропуска воды.

## Современность
Дом мельника использовался как жилой, утратил террасу на первом и балкон на втором этажах, был расселён в 2000 году, в 2009 году передан СПбГУ и восстановлен с сохранением некоторых брёвен и кирпичной кладки. Историческую деревянную обшивку и резьбу на окнах восстановили по фотографиям. При реставрации в доме были найдены осколки царской посуды с гербом и историческая теплоизоляция с древесным углём между кирпичами в качестве утеплителя. Углы здания рустованы. Позднее комплекс зданий передан РГПУ им. Герцена в качестве одной из баз практик.
Одновременно с домом мельника восстановили караулку, построенную для охранявшего шлюзы караула и в советское время также использовавшуюся под жильё.

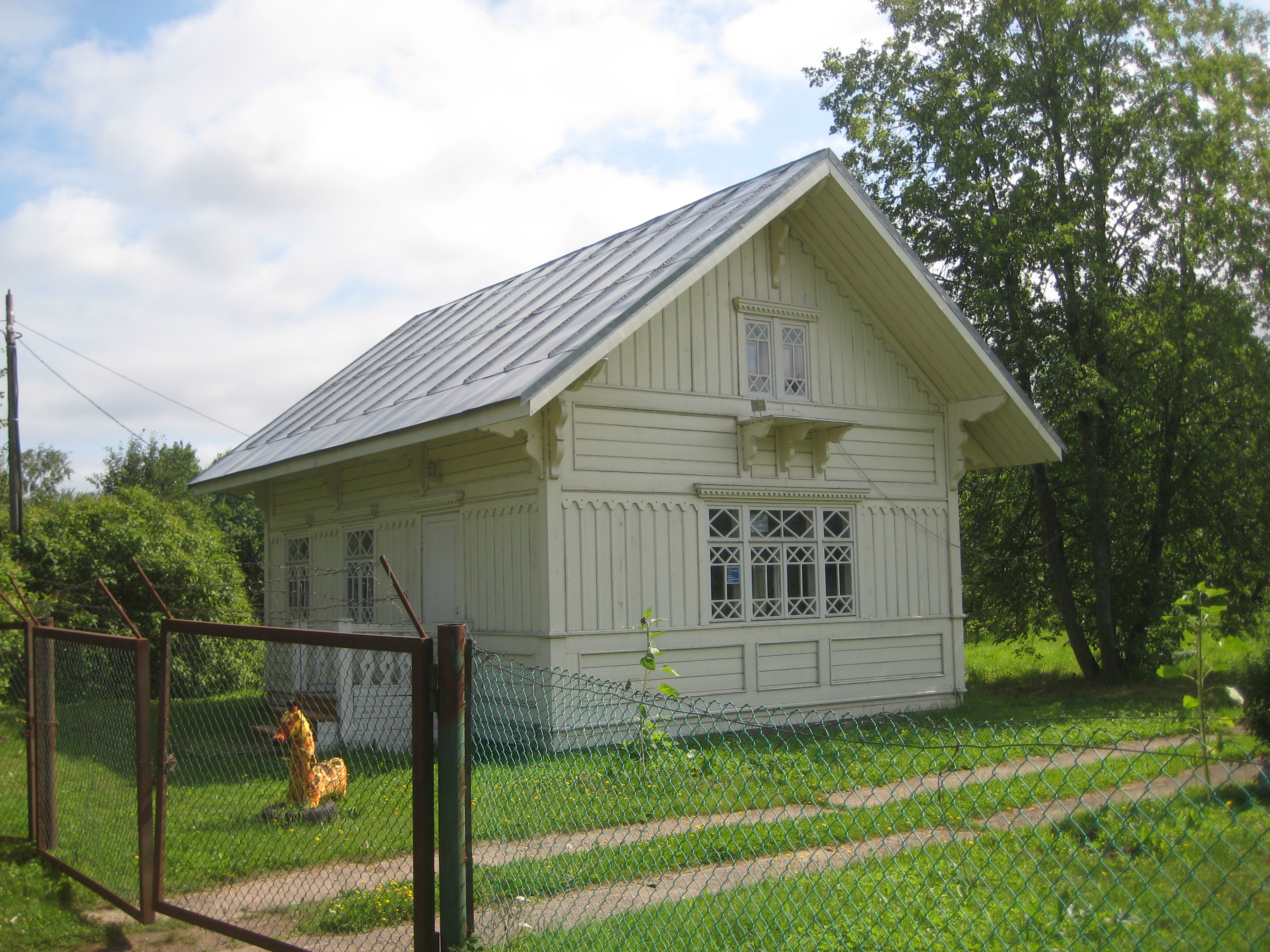
Караулка